# Rhodostrophia oxyntis
Rhodostrophia oxyntis là một loài bướm đêm trong họ Geometridae.